# Rittergut Teyendorf
Das Ende des 17. Jahrhunderts im Renaissancestil erbaute Rittergut Teyendorf in Teyendorf im Landkreis Uelzen war langjähriger Herrensitz derer von Estorff und befindet sich im Familienbesitz.